# 兴隆山镇 (长春市)
兴隆山镇，是中华人民共和国吉林省长春市宽城区下辖的一个行政建制镇。

## 行政区划
兴隆山镇下辖以下地区：
毛家村、安龙村、朝阳村、新农村、隆东村、分水村、金钱村、繁荣社区、幸福社区和同心社区。

## 交通
- 长图铁路：兴隆山站